# Paracamenta bohemani
Paracamenta bohemani är en skalbaggsart som beskrevs av Brenske 1896. Paracamenta bohemani ingår i släktet Paracamenta och familjen Melolonthidae. Inga underarter finns listade i Catalogue of Life.